# 43. Division (Japanisches Kaiserreich)
Die 43. Division (jap. 第43師団, Dai-yonjū-san Shidan) war eine Division des Kaiserlich Japanischen Heeres, die 1943 aufgestellt und 1944 in der Schlacht um Saipan aufgerieben wurde. Ihr Tsūshōgō-Code (militärischer Tarnname) war Ehre-Division (誉兵団, Homare-heidan) oder Homare 11930 bzw. Homare 11931.

## Geschichte der Einheit
Während des Pazifikkrieges waren die Alliierten Ende 1942 bereits in die Offensive übergangen als das Daihon’ei sich entschloss, 1943 12 neue Divisionen aufzustellen. In Korea wurde die 30. Division, in China die 31., 62., 63., 64. und 65. Division und in Japan die 1. Garde-Division sowie die 42., 43., 46., 47. und 61. Division aufgestellt. Bei den Truppen handelte es sich größtenteils um durch Umgruppierung freigewordene Einheiten und nicht ausschließlich um neue Rekruten. So diente die 63. Selbstständige Infanterie-Gruppe und Teile der 3. Depot-Division als Stammeinheit für die 43. Division. Unter dem Kommando von Prinz Generalleutnant Tsunenori Kaya wurde die Division offiziell am 10. Juni 1943 als Typ B „Standard“ Division als Triangulare Division aufgestellt und bestand hauptsächlich aus der 43. Infanterie-Brigade (118., 135. und 136. Infanterie-Regiment), dem 43. Aufklärungs-Regiment, dem 43. Feldartillerie-Regiment und dem 43. Pionier- und Transport-Regiment. Das Hauptquartier der ca. 20.000 Mann starken Division lag in Nagoya, Japan.
Im April 1944 wurde die Division in eine Regiments-Kampfgruppen-Division umgewandelt (entspricht in etwa einer Kampfgruppe). Dabei wurde das Artillier- und Aufklärungs-Regiment abgegeben. Das Kommando übernahm Generalleutnant Saitō Yoshitsugu.
Bereits im Mai 1944 erfolgte die gestaffelte Verlegung von Japan nach Saipan, wo die Division der 31. Armee unterstand. Während der erste Schiffskonvoi unbehelligt in Saipan ankam wurde der zweite Konvoi (Konvoi 3530) wiederholt von alliierten U-Booten angegriffen. Von sieben das 118. Regiment transportierenden Schiffen wurden fünf versenkt. Dabei ertranken 1400 Mann, unter ihnen etliche Offiziere und Unteroffiziere, und ein Großteil der Ausrüstung sowie der Großteil der verbliebenen Geschütze gingen verloren. Bei der Ankunft auf Saipan am 19. Mai bzw. 9. Juni hatte die Division nur noch 12.900 Mann sowie vier Typ 41 75-mm-Geschütze, sechs Typ 94 37-mm-Paks und einige Typ 1 47-mm-Paks zur Verfügung. Sie begann unverzüglich, weitere Verteidigungsstellungen in Erwartung der alliierten Invasion anzulegen.

### Schlacht um Saipan
Die Japaner hatten Saipan in vier Verteidigungssektoren unterteilt. Der nördliche Sektor, fast ein Drittel der Insel, wurde dem 135. Infanterie-Regiment zugewiesen. Im Bereich darunter (Marine-Sektor) war das 1. Bataillon des 136. Infanterie-Regiments, neben der 5. Spezial-Stützpunkt-Einheit, stationiert. Der Zentral-Sektor wurde vom Rest des 136. Infanterie-Regiments verteidigt.
Ab 13. Juni 1944 begannen die Alliierten, Saipan mit Schlachtschiffen zu beschießen und feuerten 165.000 Granaten auf die japanischen Verteidigungsstellungen ab, unterstützt durch 200 Bomber und Jagdflieger. Am 15. Juni um 7:00 Uhr begann die Landung, bei der 71.000 amerikanische Soldaten und 200 Panzer beteiligt waren. Bereits am ersten Tag konnten die Amerikaner einen Strandabschnitt von 10 km Breite und 1 km Tiefe besetzen und bereits sechs Tage später hatte die 43. Division die Hälfte ihrer Soldaten verloren. Im weiteren Verlauf der folgenden wochenlangen Kämpfe wurde die 43. Division unter hohen Verlusten immer weiter in den Norden der Insel zurückgedrängt. Kurz bevor die Integrität der Einheiten vollständig zusammenbrach löste General Saitō am 7. Juli die 43. Infanteriedivision auf. Die Reste der Division und anderer Einheiten wurden zusammengezogen (ca. 4000 Mann) und unternahmen am Abend des gleichen Tages einen Frontalangriff (Gyokusai) gegen die Amerikaner, bei dem 3900 Mann fielen. Am Tag darauf nahmen sich General Saitō und weitere Offiziere durch Seppuku das Leben. Zwei Tage später brach jeglicher organisierter japanischer Widerstand zusammen und die Schlacht war vorüber.

## Gliederung

### 1943
Am 10. Juni 1943 erfolgte die Aufstellung als Typ B „Standard“ Division als Triangulare Division wie folgt:
- 43. Infanterie-Divisions-Stab (ca. 410 Mann)
  - 43. Infanterie-Brigade-Stab (ca. 150 Mann)
    - 118. Infanterie-Regiment (ca. 3845 Mann)
    - 135. Infanterie-Regiment (ca. 3845 Mann)
    - 136. Infanterie-Regiment (ca. 3845 Mann)

  - 43. Aufklärungs-Regiment (ca. 600 Mann)
  - 43. Feldartillerie-Regiment (2100 Mann; 36 75-mm-Feldgeschütze)
  - 43. Pionier-Regiment (ca. 900 Mann)
  - 43. Fernmelde- und Signal-Kompanie (ca. 220)
  - 43. Transport-Regiment (ca. 2820 Mann)
  - 43. Versorgungs-Kompanie (ca. 185 Mann)
  - 43. Sanitäts-Einheit (ca. 1000 Mann)
  - 43. Feldhospital (Drei Feldhospitäler mit jeweils ca. 250 Mann)
  - 43. Wasserversorgungs- und -aufbereitungs-Einheit (ca. 160 Mann)
  - 43. Veterinär-Hospital (ca. 100 Mann)

Gesamtstärke: ca. 20.686 Mann

### 1944
Im April 1944 erfolgte die Umwandlung in eine Regiments-Kampfgruppen-Division. Nach der Ankunft auf Saipan bestand die Division aus folgenden Einheiten:
- 43. Infanterie-Divisions-Stab
  - 43. Infanterie-Brigade-Stab
    - 118. Infanterie-Regiment
    - 135. Infanterie-Regiment
    - 136. Infanterie-Regiment

  - 43. Pionier-Regiment
  - 43. Fernmelde- und Signal-Kompanie
  - 43. Transport-Regiment
  - 43. Versorgungs-Kompanie
  - 43. Sanitäts-Einheit
  - 43. Feldhospital
  - 43. Wasserversorgungs- und -aufbereitungs-Einheit
  - 43. Veterinär-Hospital

Gesamtstärke: ca. 13.000 Mann

## Führung
Divisionskommandeure
- Prinz Tsunenori Kaya, Generalleutnant: 10. Juni 1943 – 6. April 1943
- Saitō Yoshitsugu, Generalleutnant: 6. April 1943 – 8. Juli 1944 †